# 6907 Harryford
6907 Harryford eller 1990 WE är en asteroid i huvudbältet som upptäcktes den 19 november 1990 av den australiensiske astronomen Robert H. McNaught vid Siding Spring-observatoriet. Den är uppkallad efter den skotske astronomen Harry Ford.
Asteroiden har en diameter på ungefär 12 kilometer.